# Al-Kamil
Al-Kamil (arabsko الكامل) a polnim imenom al-Malik al-Kamil Naser ad-Din Abu al-Ma'ali Muhammad je bil muslimanski vladar in četrti ajubidski sultan Egipta, * okoli  1177, † 6. marec 1238.
Med njegovim vladanjen so Ajubidi porazili križarje petega križarskega pohoda. Med frankovskimi križarji je bil znan kot Meledin. To ime se pojavlja tudi v nekaterih starejših zahodnoevropskih virih. Al-Kamil je med šesto križarsko vojno kristjanom odstopil zahodni Jeruzalem.

## Življenje

### Prihod na oblast
Malik al-Kamil je bil sin Malika al-Adila I., mlajšega brata in naslednika velikega muslimanskega vojskovodje Saladina, ustanovitelja Ajubidske dinastije. 
Al-Adila I. je vladal od leta 1193 do 1218. To je bilo obdobje miru in prijateljskih odnosov muslimanov in kristjanov  v Sveti deželi. Eden od al-Adilovih osnovnih ciljev je bil vzdrževanje tega miru. Pred koncem njegove vladavine je ogrski kralj Andrej I.   vdrl na  ajubidsko  ozemlje, izvedel niz roparskih pohodov in se nato umaknil na Ogrsko. Njegov pohod je bila samo najava prihoda  mnogo številčnejše vojske iz Evrope, ki so jo sestavljali Frizijci, Franki in Nizozemci. Al-Adil I. je pred njihovim prihodom zbolel in avgusta 1218 umrl. Njegovo državo so si razdelili njegovi sinovi. Al-Kamil je dobil Egipt, Al-Muazam Jeruzalem in Damask ter al-Ašraf Musa Džaziro.

### Peta križarska vojna
Križarji so pristali v Damietti v Nilovi delti in jo hitro zasedli. Sledilo je obdobje počitka vojske, med katerim so papeški legat Pelagij Galvani, škof iz Akona Jacques iz Vitryja in Frančišek Asiški poskušali na miren način spreobrniti muslimane v krščansko vero. Frančišek Asiški je šel celo tako daleč, da je obiskal al-Kamila in mu razložil načela krščanske vere. Njegova namera seveda ni uspela, al-Kamil pa je bil navdušen nad Frančiškovo vztrajnostjo in ga je z mnogimi darili vrnil v križarski tabor. Med peto križarsko vojno je al-Kamil razvil prijateljski odnos s Friderikom II., cesarjem Svetega rimskega cesarstva.  Velikost križarske vojske in osvojitev Damiette sta al-Kamila prestrašila in je legatu Pelagiju poslal ponudbo za mir. Križarjem je brez boja ponudil Jeruzalem, Palestino in Galilejo , pod pogojem, da bi se odrekli kampanji proti Egiptu. Pelagij je skladno z načelom, da se z muslimani ne sme pogajati, ponudbo zavrnil. 12. julija 1220 so se križarji odpravili na pohod proti Kairu. Ocenjuje se, da je križarsko vojsko sestavljalo 5.000 vitezov in približno 40.000 pešcev. Kamilova vojska se je v paniki umaknila, potem pa so križarji naredili veliko napako. Spregledali so naraščanje gladine Nila in se kmalu znašli v morju blata, odrezani od vseh cest. Pohod se je ustavil. Al-Kamil ni več ponujal starih mirovnih pogojev. Križarji so dobili le prost prehod do Sredozemskega morja, od koder so se vrnili v Evropo. Peta križarska vojna se je s trm končala. Pelagij je z al-Kamilom sklenil osemletni mir in mu predal Damietto.

### Šesta križarska vojna
V obdobju med peto in šesto križarsko vojno se je al-Kamil spopadal s svojim bratom el-Muazamom, vladarjem Damaska in Jeruzalema. V tem času so v Evropi močno pritiskali na nemškega cesarja Friderika II., da organizira nov pohod proti muslimanom. Vsem so bili znani cesarjevi prijateljski odnosi z al-Kamilom in njegova strpnost do muslimanov, s katero se mnogi niso strinjali.
Al-Kamil je izkoristil stanje v Evropi in Frideriku predlagal, da usmeri pohod proti njegovemu bratu el-Muazamu. Osvojitev Jeruzalema bi močno dvignila Friderikov ugled, ki je zaradi sporov s Cerkvijo močno upadel. Friderik se je odločil, da bo organiziral križarski pohod. Ko je papež Gregor IX. izvedel za njegovo odločitev, mu je očital, da ga ni prosil za njegovo dovoljenje. Šesti križarski pohod je bil prvi, ki ga ni sprožil papež. Friderik je papeža preprosto ignoriral.
Med pripravami na odhod je Friderik v Otrantu nenadoma zbolel. Papež, prepričan, da gre za prevaro, ga je izobčil in poskušal proti njemu obrniti celo Evropo. Friderikove posesti v Nemčiji so bile ogrožene. Papeška vojska pod poveljstvom Ivana Briennskega, je napadla Friderikovo Sicilsko kraljestvo. Friderikov edini izhod je bila osvojitev Jeruzalema.
El-Muazam je malo pred Friderikovim izkrcanjem v Palestini umrl. Nasledil ga je sin 
el-Nazir Davud, ki je bil šibka osebnost, s katero je al-Kamil zlahka manipuliral. Intervencija nemških križarjev zdaj ni bila več potrebna, ker so glavno vlogo dobili Friderikovi odnosi z al-Kamilom. Friderik je priznal, da nima dovolj vojakov za osvojitev niti ene trdnjave, kaj šele Jeruzalema. Al-Kamil ni želel pokvariti prijateljskih odnosov s Friderikom in je pristal na navidezno bitko, v kateri bodo križarji osvojili Jeruzalem. V Jaffi je bil sklenjen desetletni mir. Križarji so brez boja osvojili Jeruzalem, muslimani pa so  obdržali Kupolo na skali in mošejo Al Aksa. Sporazum vladarjev je bil izjemen, ker je bil Jeruzalem prvič na miren način razdeljen med muslimane in križarje.

## Zadnja leta in smrt
Sporazum s Friderikom al-Kamilu ni  prinesel sreče. Na ulicah Mosula, Bagdada in Alepa so ga razglašali za izdajalca islama, on sam pa ni želel prekršiti mirovnega  sporazuma iz leta 1229. Obdobje do njegove smrti leta 1238 je bilo obdobje miru.
Al-Kamila sta po njegovi smrti nasledila sinova al-Adil II. in Ajub. Po komaj dve leti trajajoči vladavinini al-Adila II. so se konflikti s kristjani nadaljevali. Križarji so v bitki pri Forbiji doživeli težak poraz, po katerem so muslimani zlahka osvojili Jeruzalem. Padec Jezuzalema je bil povod za sedmo križarsko vojno pod vodstvom francoskega kralja Ludvika IX. Svetega.

## Vir
- Фајфрић, Жељко (2006). Историја крсташких ратова. Сремска Митровица: Табернакл. ISBN 978-86-85269-05-9.